# Abou al-Walid
Abou al-Walid al-Ghamdi (en arabe : أبو الوليد الغامدي), né en 1967 et mort le 16 avril 2004, est un moudjahid saoudien de la tribu Ghamid (en), qui opéra comme volontaire en Asie centrale, dans les Balkans et durant les guerres en Tchétchénie.

## Biographie
Walid naît en 1967 dans la province d'Al Bahah, en Arabie saoudite.
Il commence son parcours de jihadiste en rejoignant l'Afghanistan en 1986 pour lutter contre les Soviétiques. Il se serait notamment entraîné au sein du Maktab al-Khadamāt, créé par Abdallah Azzam pour former les volontaires arabes étrangers. 
Puis, il participe à des opérations en Bosnie-Herzégovine au début des années 1990 et combat lors de la guerre civile au Tadjikistan entre 1993 et 1995. Enfin, il gagne la Tchétchénie en 1995 ou en 1997,. 
Il aurait quitté Londres fin 1999 avec sa famille.
Assez populaire, il est promu émir des moudjahidine arabes en Tchétchénie après la mort d'Ibn al-Khattab, le 20 mars 2002. 
Selon le FSB, Al-Walid aurait planifié plusieurs attentats en Russie, dont celui de Kaspiisk, au Daghestan, en mai 2002.
De plus, le gouvernement russe (Kassianov (en)) l'accuse d'avoir perpétré des attaques terroristes sur des populations civiles. Certains le suspectent d'être un membre des services secrets saoudiens et des Frères musulmans,; d'autres le soupçonnent d'être un agent d'Al-Qaïda dans le Caucase. Ces accusations n'ont jamais fait l'objet d'une confirmation ou d'une information de sa part. 
Pourtant, le 11 juin 2003, le journal arabe Asharq al-Awsat affirme qu'Al-Walid aurait encouragé le peuple irakien à se soulever contre l'occupant américain, alimentant les rumeurs sur ses liens supposés avec la nébuleuse terroriste.
Abou al-Walid est mort le 16 avril 2004 dans des circonstances confuses. Selon la Russie, il est tué dans une embuscade tendue par le bataillon Vostok (en) de Soulim Iamadaïev (en), avant d'être décapité (Iamadaïev sera décoré du titre de héros de la fédération de Russie pour cela). Selon le Kavkaz Center (en), il est mortellement blessé par un bombardement aérien alors qu'il priait. 
Abou Hafs al-Ourdani lui succède à la tête du mouvement.